# Свежий расслабон
Свежий расслабон — четвёртый альбом российского хип-хоп исполнителя Кравца, выпущенный в 2014 году. Презентация альбома состоялась в московском клубе ГлавClub при поддержке других исполнителей.

## Критика
В альбоме высокая концентрация совместных работ с самыми неожиданными и разножанровыми исполнителями. Диапазон тем, которые затрагиваются на пластинке, простирается от освещения животрепещущих и актуальных, до высказываний на вечные и серьёзные. Проявляется фирменная манера Кравца стремительно переходить от одного к другому, сочетать несочетаемое, избегать любых проявлений трагизма и истеричности.

## Список композиций
| №                   | Название                                                        | Длительность |
| ------------------- | --------------------------------------------------------------- | ------------ |
| 1.                  | «Паффнутий»                                                     | 4:12         |
| 2.                  | «Душа миллионер» (при участии Андрея Аверина)                   | 3:41         |
| 3.                  | «Нет конфликта» (при участии Guf'a)                             | 4:08         |
| 4.                  | «Мне говорят»                                                   | 4:10         |
| 5.                  | «Давай тусить»                                                  | 3:09         |
| 6.                  | «Мир банальных истин» (при участии Жени Дидура, Хамиля (Каста)) | 3:54         |
| 7.                  | «В шутку»                                                       | 3:00         |
| 8.                  | «Колёса по дорожке»                                             | 3:05         |
| 9.                  | «Прониклась мной» (при участии DJ Insama, Ивана Дорна)          | 3:14         |
| 10.                 | «Свежий расслабон»                                              | 1:28         |
| 11.                 | «Вся моя братва» (при участии Смоки Мо)                         | 3:04         |
| 12.                 | «Не хватило объема»                                             | 3:18         |
| 13.                 | «Всем своим 2» (при участии Словетского, Евгения Кемеровского)  | 3:32         |
| 14.                 | «Одни в палате» (при участии Серёжи Местного)                   | 3:00         |
| 15.                 | «Бывает»                                                        | 3:12         |
| 16.                 | «Разноплановый» (feat. Staisha)                                 | 3:34         |
| 17.                 | «А я ей» (при участии Александра Панайотова)                    | 3:45         |
| 18.                 | «Мой хип-хоп»                                                   | 1:39         |
| Общая длительность: | Общая длительность:                                             | 59:17        |

## Видеоклипы
| Год  | Название                                                  | Режиссёр(ы)                                 |
| ---- | --------------------------------------------------------- | ------------------------------------------- |
| 2013 | Нет Конфликта (Кравц featuring Guf)                       | Александр Маков                             |
| 2014 | А я ей (Кравц featuring Александр Панайотов)              | Таир Мамедов                                |
| 2014 | Мне говорят                                               | Кирилл Зоткин, Зорик Истомин, Павел Кравцов |
| 2014 | Мир Банальных Истин (Кравц featuring Хамиль & Женя Дидур) | Алина Пязок, Марина Кацуба                  |
| 2014 | В шутку                                                   | Алексей Рожков, Павел Кравцов               |

## Принимали участие
- RasKar — запись и сведение всех треков